# Championnat du Koweït de football 2004
Navigation
Saison précédente Saison suivante
La saison 2004 du Championnat du Koweït de football est la quarante-deuxième édition du championnat de première division au Koweït. La Premier League regroupe les quatorze meilleurs clubs du pays, regroupés au sein d'une poule unique où ils s'affrontent une seule fois au cours de la saison. À l'issue de cette première phase, les quatre premiers se disputent le titre lors d'une phase finale à élimination directe, les clubs classés entre la 5e et la 8e place jouent un tournoi de classement. Il n'y a ni promotion, ni relégation en fin de saison.
C'est le Qadsia Sporting Club, tenant du titre, qui remporte à nouveau le championnat après avoir battu le club d'Al-Salmiya SC en finale nationale. C'est le 10e titre de champion du Koweït de l'histoire du club, qui réussit un deuxième doublé consécutif en s'imposant en finale de la Coupe du Koweït face à Al Kuwait Kaifan.
Initialement prévu pour se dérouler avec huit formations, le championnat a été élargi à 14 équipes, à la suite de la décision prise en janvier 2004 par la fédération koweïtienne. Les deux clubs relégués en fin de saison dernière sont également repêchés et l'ensemble des clubs de First Division sont promus.

## Les clubs participants
| - Al Arabi Koweït - Al-Salmiya SC - Kazma Sporting Club - Al Nasr Koweït - Solaybeekhat - Promu de First Division - Al Tadamon Farwaniya - Promu de First Division - Al Jahra - Promu de First Division | - Al Shabab Koweït - Al Sahel - Al Kuwait Kaifan - Qadsia Sporting Club - Al Yarmouk - Promu de First Division - Al Fehayheel - Promu de First Division - Khitan FC - Promu de First Division |

## Compétition

### Première phase
Le barème utilisé pour établir le classement est le suivant :
- Victoire : 3 points
- Match nul : 1 point
- Défaite : 0 point

| Rang | Équipe                   | Pts | J  | G  | N | P | Bp | Bc | Diff |
| ---- | ------------------------ | --- | -- | -- | - | - | -- | -- | ---- |
| 1    | Qadsia Sporting Club T C | 31  | 13 | 10 | 1 | 2 | 27 | 8  | +19  |
| 2    | Al Arabi Koweït          | 29  | 13 | 9  | 2 | 2 | 24 | 9  | +15  |
| 3    | Al-Salmiya SC            | 27  | 13 | 8  | 3 | 2 | 23 | 7  | +16  |
| 4    | Al Kuwait Kaifan         | 25  | 13 | 7  | 4 | 2 | 26 | 9  | +17  |
| 5    | Kazma Sporting Club      | 25  | 13 | 8  | 1 | 4 | 18 | 15 | +3   |
| 6    | Al Tadamon Farwaniya P   | 19  | 13 | 5  | 4 | 4 | 20 | 19 | +1   |
| 7    | Al-Shabab Koweït         | 16  | 13 | 4  | 4 | 5 | 17 | 17 | 0    |
| 8    | Al Jahra P               | 16  | 13 | 4  | 4 | 5 | 15 | 16 | -1   |
| 9    | Khitan FC P              | 13  | 13 | 4  | 1 | 8 | 14 | 20 | -6   |
| 10   | Al Yarmouk P             | 13  | 13 | 3  | 4 | 6 | 8  | 18 | -10  |
| 11   | Al Sahel                 | 11  | 13 | 3  | 2 | 8 | 10 | 20 | -10  |
| 12   | Al Fehayheel P           | 11  | 13 | 3  | 2 | 8 | 10 | 26 | -16  |
| 13   | Solaybeekhat P           | 9   | 13 | 2  | 3 | 8 | 13 | 34 | -21  |
| 14   | Al Nasr Koweït           | 8   | 13 | 1  | 5 | 7 | 14 | 21 | -7   |

|  | Qualification pour la phase finale pour le titre                                    |
|  | Participation à la phase de classement                                              |
|  | T : Tenant du titre C : Vainqueur de la Coupe du Koweït P : Promu de First Division |

### Phase finale pour le titre

#### Demi-finales
| Équipe 1             | Résultat | Équipe 2         | Aller | Retour |
| -------------------- | -------- | ---------------- | ----- | ------ |
| Qadsia Sporting Club | 3 - 1    | Al Kuwait Kaifan | 3 - 0 | 0 - 1  |
| Al Arabi Koweït      | 2 - 2e   | Al-Salmiya SC    | 1 - 2 | 1 - 0  |

#### Match pour la3eplace
| Équipe 1         | Résultat | Équipe 2        |
| ---------------- | -------- | --------------- |
| Al Kuwait Kaifan | 1 - 3e   | Al Arabi Koweït |

#### Finale
| Équipe 1             | Résultat | Équipe 2      |
| -------------------- | -------- | ------------- |
| Qadsia Sporting Club | 2 - 1    | Al-Salmiya SC |

### Phase finale de classement

#### Demi-finales
| Équipe 1             | Résultat | Équipe 2         | Aller | Retour |
| -------------------- | -------- | ---------------- | ----- | ------ |
| Kazma Sporting Club  | 5 - 3    | Al Jahra         | 4 - 1 | 1 - 2  |
| Al Tadamon Farwaniya | 1 - 2    | Al-Shabab Koweït | 1 - 2 | -      |

#### Match pour la7eplace
| Équipe 1 | Résultat | Équipe 2             |
| -------- | -------- | -------------------- |
| Al Jahra | 0 - 1    | Al Tadamon Farwaniya |

#### Match pour la5eplace
| Équipe 1         | Résultat | Équipe 2 |
| ---------------- | -------- | -------- |
| Al-Shabab Koweït | 1 - 2    | Kazma SC |

## Bilan de la saison
| Championnat du Koweït de football 2004           |                                          |
| Champion                                         | Qadsia Sporting Club (10e titre)         |
| Coupes et trophées                               |                                          |
| Vainqueur de la Coupe du Koweït 2004             | Qadsia Sporting Club                     |
| Qualifications continentales                     |                                          |
| Ligue des champions de l'AFC 2005                | Al-Salmiya SC (finaliste du championnat) |
| Ligue des champions de l'AFC 2005                | Al Kuwait Kaifan (finaliste de la Coupe) |
| Coupe des clubs champions du golfe Persique 2005 | Qadsia Sporting Club                     |
| Promotions et relégations                        |                                          |
| Promus en Premier League                         | Aucun                                    |
| Relégués en First Division                       | Aucun                                    |